# Бурханпур
Бурханпур (англ. Burhanpur, хинди बुढ़हानपुर) — город в Индии, административный центр одноимённого округа.

## География
Город Бурханпур находится в центральной части Индии, на крайнем юге штата Мадхья-Прадеш. Он лежит на северном берегу реки Тапти, в 340 километрах юго-западнее Бхопала и в 540 километрах северо-восточнее Мумбая (Бомбея). Город является административным центром округа Бурханпур.

## История
Бурханпур был основан в 1388 году султаном Хандеша Насир-ханом Фаруки и был назван в честь известного в средневековой Индии суфийского святого Бурханутдина Гариба. В течение некоторого времени город был столицей султаната Хандеш. Султан Адил-хан II (правил в 1457—1503) строит в Бурханпуре касбу и роскошные дворцы. Во время его долгого правления город превратился в метрополию, крупный центр торговли и производства тканей. 
В 1601 году Великий Могол Акбар присоединяет султанат Хандеш к своей империи — вместе с его столицей Бурханпуром. В 1609 году Великий Могол Джахангир назначает своего второго по старшинству сына шахзаде Султан Парвеза-мирзу субадаром Деккана, и Парвез-мирза делает Бурханпур своей резиденцией. Позднее, во время войн Великих Моголов с маратхами, в конце XVII века Бурханпур бы взят маратхской армией под предводительством Самбхаджи и разграблен.

## Экономика
В настоящее время, как и ранее, Бурханпур является политическим и экономическим оплотом семейства Такур. Представители семейства Такур, первым из которых был Такур Навал Синдхджи, финансировали строительство школ и колледжей (Оксфорд-колледж, инженерный колледж и др.). Такур Шив Кумар Синдхджи, сын Такур Навала Синдхджи, строит здесь сахарные фабрики, Такур Махендра Кумар Синджи представляет Бурханпур в парламенте штата и пр.
В Бурханпуре активно развивается текстильная промышленность. Здесь индийской национальной текстильной корпорацией NTC (National Textile Corporation) и 30-35 частными компаниями, такими как «Kamal Textiles», «Paras Process», «Annapurna Calandering Works» и «Ambey Process» осуществляется индустриальный проект 'Tapti Mills' по развитию региона долины реки Тапти.

## Население
Согласно переписи 2001 года, в округе Бурханпур проживало 483.831 человек. По оценке, в 2011 году население города Бурханпур достигло 300 тысяч. 51 % из них — мужчины, 49 % — женщины. В религиозном отношении 55 % жителей — индуисты, 35 % — мусульмане. 40 % из местных жителей принадлежат к народу маратхи, остальные — гуджаратцы, синдхи, сикхи, джайны и др.

## Дополнения
- Исторический центр Бурханпура
- Бурханпур — ворота в Южную Индию